# فولفغانغ تسيمرمان
فولفغانغ زيمرمان هو سياسي ألماني، ولد في 14 ديسمبر 1949 في لايشلينغن في ألمانيا. نشط حزبياً في حزب اليسار. وقد انتخب عضو مجلس الشورى الموحد شمال الراين وستفاليا ‏ وقد انضم خلال فترته النيابية ‏ للكتلة البرلمانية حزب اليسار.